# هارتفورد وستورتفورد (دائرة انتخابية في المملكة المتحدة)
هارتفورد وستورتفورد (بالإنجليزية: Hertford and Stortford)‏ هي إحدى الدوائر الانتخابية في المملكة المتحدة الممثلة في مجلس العموم في برلمان المملكة المتحدة.
عضو البرلمان الذي يمثلها حالياً هو :Mr Mark Prisk (Con).